# Mammut (Erlebnispark Tripsdrill)
Mammut is een houten achtbaan in Erlebnispark Tripsdrill. Mammut werd op 28 april 2008 geopend en was tot de opening van Wodan - Timburcoaster in 2012 de enige houten achtbaan in Baden-Württemberg. De achtbaan staat in het in 2010 voltooide parkdeel Zaagmolen (Sägewerk).

## Algemene informatie
Mammut is gebouwd door Ingenieur-Holzbau Cordes en ontworpen door Ingenieur Büro Stengel GmbH. De treinen en andere techniek is geleverd door Gerstlauer. Mammut is de enige houten achtbaan geheel is ontworpen en gebouwd door Duitse bedrijven.
De naam Mammut refereert niet aan het uitgestorven dier Mammoet maar naar het Duitse Mammutbäume waarmee Sequoiabomen worden bedoeld. Dit past ook binnen het zaagmolen thema.

## Technische gegevens
- Baanlengte: 860 meter
- Hoogte: 30 meter
- Topsnelheid: 90 km/u
- Aantal treinen: 2 treinen van elk 4 wagentjes met 3 rijen van 2 zitplaatsen naast elkaar; 24 passagiers totaal per trein

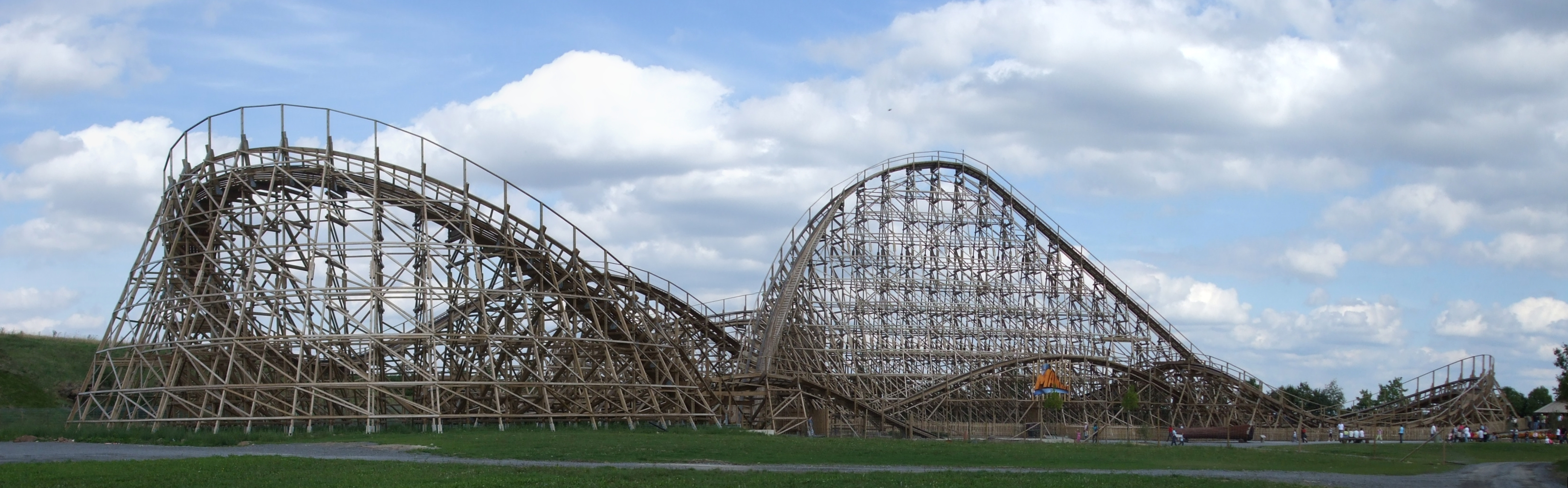
Panoramafoto van Mammut

- Speciale elementen: 1 tunnel

Afbeeldingen